# Samuel Heiland

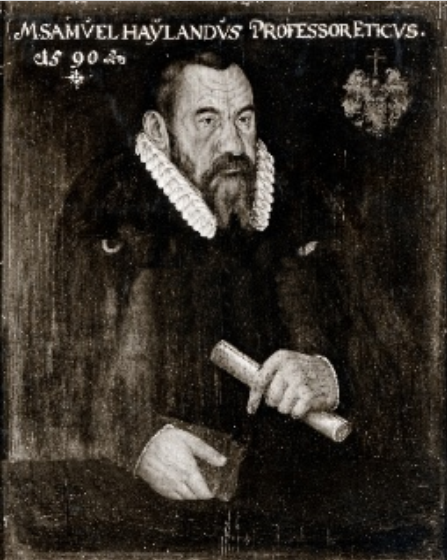
Samuel Heiland auf einem Gemälde von Anton Ramsler (1590) in der Tübinger Professorengalerie

Samuel Heiland (* 7. Juli 1533 in Basel; † 13. Mai 1592 in Tübingen) war ein württembergischer lutherischer Theologe, Philosoph und Pädagoge.

## Leben
Samuel Heiland war ein Sohn des Marcus Heiland. Er studierte in Straßburg im Stift St. Wilhelm, dann in Basel und zuletzt ab 1551 im Stift Tübingen Philosophie und Theologie. Er wurde 1554 Magister und erhielt 1557 bei der von Herzog Christoph vorgenommenen Neuorganisation des theologischen Stifts in Tübingen die Stelle des Magister domus oder Ephorus, erst als Adjunct, dann als Nachfolger von Georg Liebler. Im Jahr 1559 erhielt er außerdem die Professur der Ethik in der philosophischen Fakultät und bekleidete dieses Doppelamt 33 Jahre lang bis zu seinem nach längerer Krankheit 1592 erfolgten Tod.
Er war nicht nur auf die alten Sprachen spezialisiert, sondern kannte sich auch in der Philosophie, Geschichte, Mathematik und Astronomie, Chemie und Astrologie gut aus. Besondere Verdienste erwarb er sich durch die Leitung des Tübinger Stifts. Unter seinem Ephorat gerade erreichte die Anstalt ihre höchste Blüte und Berühmtheit. Auch den Verpflichtungen seines akademischen Lehramts kam Heiland gewissenhaft nach. Er veröffentlichte auf vielfaches Drängen seiner Freunde ein kurzes Compendium der Ethik mit dem Titel „Aristotelis Ethicorum ad Nicomachum libri X breviter per quaestiones expositi“ mit einer Vorrede des Tübinger Aristotelikers Jacob Schegk, gedruckt zuerst ohne Jahresangabe in Leipzig, dann 1585 in Tübingen.
Samuel Heiland heiratete 1565 Juliana Winther (* um 1525; † 1581), die Witwe von Johannes Schwarz genannt Zimmermann (1524–1563), Dr. med. und herzoglicher Leibarzt in Stuttgart. Seine Tochter Barbara (* 1565; † 1619) war ein Patenkind von Martin Crusius und wurde die Frau von Andreas Osiander.